# Diores naivashae
Diores naivashae es una especie de araña del género Diores, familia Zodariidae. Fue descrita científicamente por Berland en 1920.
Habita en Kenia.